# FLAIR BARTENDER'Z
『FLAIR BARTENDER'Z』（フレアバーテンダーズ）は、2022年7月22日（21日深夜）から8月26日（25日深夜）まで毎日放送の深夜ドラマ枠「ドラマ特区」で放送されたテレビドラマ。主演は阿久津仁愛。

## あらすじ
BAR「NIGHT&DREAMS」に勤める黒沢瑛人をはじめ、フレアバーテンディングでバーテンダーの男たちの熱い戦いが繰り広げられる。

## キャスト
黒沢瑛人（）
演 - 阿久津仁愛
夏目遠矢（）
演 - 立石俊樹
久野誠一郎（）
演 - 一ノ瀬竜
五十嵐新（）
演 - 小西詠斗
比嘉玲紀（）
演 - 植田圭輔
梶原雄大（）
演 - 和田雅成
峯田伸一（）
演 - 染谷俊之
五十嵐涼（）
演 - 小南光司
小日向譲二（）
演 - 早乙女じょうじ
早乙女純（）
演 - 末吉9太郎
瀬名大介（）
演 - 田口司
神木陽太（）
演 - 佐藤たかみち
七郎（）
演 - 森山栄治

## スタッフ
- 監督 - 西田大輔
- 脚本 - 山崎彬
- 原案 - 古川由隆
- 音楽 - こおろぎ
- 挿入歌制作 - manzo、テルジ ヨシザワ
- 技術監修 - 全日本フレアバーテンダーズ協会(anfa)
- 制作プロダクション - ダブ
- 製作・著作
  - 「FLAIR BARTENDER'Z」製作委員会・MBS
  - (DMM STAGE　MBS　TCエンタテインメント　サイバード　tvk)

## 放送日程
| 話数  | 放送日   |
| ----- | -------- |
| 第1話 | 07月22日 |
| 第2話 | 07月29日 |
| 第3話 | 08月05日 |
| 第4話 | 08月12日 |
| 第5話 | 08月19日 |
| 第6話 | 08月26日 |

### ネット局
| 放送期間                | 放送時間                    | 放送局       | 対象地域   | 備考              |
| ----------------------- | --------------------------- | ------------ | ---------- | ----------------- |
| 2022年7月21日 - 8月25日 | 木曜 23:00 - 23:30          | テレビ神奈川 | 神奈川県   | 1時間59分先行放送 |
| 2022年7月22日 - 8月26日 | 金曜 0:59 - 1:29 (木曜深夜) | 毎日放送     | 近畿広域圏 | 製作局            |
|                         | 金曜 23:00 - 23:30          | 千葉テレビ   | 千葉県     |                   |
| 2022年7月28日 - 9月1日  | 木曜 22:30 - 23:00          | とちぎテレビ | 栃木県     |                   |
|                         | 木曜 23:30 - 翌 0:00        | テレビ埼玉   | 埼玉県     |                   |
|                         |                             | 群馬テレビ   | 群馬県     |                   |

### ネット配信
| 配信開始月 | 配信サイト    | 配信料金            | 備考       |
| ---------- | ------------- | ------------------- | ---------- |
| 2022年7月  | TVer          | 広告付き無料        | 見逃し配信 |
| 2022年7月  | MBS動画イズム | 広告付き無料        | 見逃し配信 |
| 2022年7月  | GYAO!         | 広告付き無料        | 見逃し配信 |
| 2022年7月  | Paravi        | 定額制有料          |            |
| 2022年7月  | Hulu          | 定額制有料          |            |
| 2022年7月  | MBS動画イズム | 定額制有料/都度課金 |            |
| 2022年7月  | Rakuten TV    | 都度課金            |            |